# ماریسا جرت وینوکر
ماریسا جَرِت وینوکِر (انگلیسی: Marissa Jaret Winokur؛ زادهٔ ۲ فوریهٔ ۱۹۷۳) یک هنرپیشه و صدا پیشه اهل ایالات متحده آمریکا است. وی از سال ۱۹۹۵ میلادی تاکنون مشغول فعالیت بوده‌است.
او در سال ۲۰۰۳ میلادی در شاخهٔ «بهترین اجرای نقش اول زن در موزیکال» برندهٔ جایزه تونی شد.

## گزیدهٔ آثار

### سینما
- تب استقرار (۲۰۰۵)
- فیلم ترسناک (۲۰۰۰)
- زیبایی آمریکایی (۱۹۹۹)
- هرگز بوسیده نشده (۱۹۹۹)
- آموزش خانم تینگل (۱۹۹۹)

### تلویزیون
- سی‌اس‌آی (۲۰۱۴)
- بابای آمریکایی! (۲۰۱۳–۲۰۰۵)
- بابل گاپیز (۲۰۱۳)
- کلیولند شو (۲۰۱۱)
- پادشاه تپه (۲۰۰۸–۲۰۰۷)
- زیاد ذوق‌زده نشو (۲۰۰۰)
- دارما و گرگ (۲۰۰۰–۱۹۹۹)